# Giovanna Volpato
Giovanna Volpato (Venezia, 20 agosto 1975) è una maratoneta italiana, 2ª alla Maratona di Venezia del 2004 e vincitrice della Maratona di Firenze del 2008.

## Biografia
Dopo essere stata una valida mezzofondista in pista, Giovanna ha cercato nuovi stimoli nella maratona, con il suo tecnico il prof. Mario del Giudice ha programmato un percorso che, partendo dall'esordio a Reggio Emilia nel 2001, l'ha portata a livelli internazionali: Prima nella maratona di S. Antonio del 2002, seconda a Venezia nel 2004, ha chiuso sul secondo gradino del podio anche a Treviso nel 2006, siglando il suo primato personale nella specialità
Ha partecipato ai campionati Europei Assoluti del 2002 e a quelli di Göteborg del 2006, nei quali ha vinto la medaglia d'oro a squadre. Ha inoltre vestito la maglia azzurra ai Campionati del Mondo del 2003 e del 2007.
Dopo uno stop forzato a causa di un intervento al tendine di Achille, nel 2008 è tornata a vincere una grande maratona internazionale imponendosi alla Firenze Marathon.
Capitano della squadra di Assindustria Sport Padova, negli ultimi anni si è concentrata sull'attività su strada ma ha continuato a dare il suo apporto in pista, tanto da migliorare il record sociale nei 5000 metri, nella finale A Oro dei campionati di società di Caorle 2009.
Primati personali:
800 m: 2'07"19 - Conegliano 2001;
1500 m: 4'20"81 - Pescara 1999;
5000 m:16'17"17 - Caorle 2009;
1/2 Maratona 1h12'43 - Mira 2007;
Maratona 2h28'59 - Treviso 2006;
Maglie azzurre: 4 assolute in maratona: 2 Campionati Europei e 2 Campionati del Mondo

## Palmarès
| Anno | Manifestazione | Sede     | Evento   | Risultato | Prestazione | Note |
| ---- | -------------- | -------- | -------- | --------- | ----------- | ---- |
| 2002 | Europei        | Monaco   | Maratona | 12ª       | 2h38'15     |      |
| 2003 | Mondiali       | Parigi   | Maratona | 43ª       | 2h38'38     |      |
| 2006 | Europei        | Göteborg | Maratona | 8ª        | 2h32'04     |      |
| 2007 | Mondiali       | Osaka    | Maratona | dnf       | dnf         |      |

## Altre competizioni internazionali
2002
- Oro alla Padova Marathon ( Padova) - 2h37'23"